# Ashburnham
Ashburnham – wieś i civil parish w Anglii, w East Sussex, w dystrykcie Rother. Leżą 73 km na południowy wschód od Londynu. W 2011 roku civil parish liczyła 397 mieszkańców. Ashburnham jest wspomniana w Domesday Book (1086) jako Esseborne.